# کانجوهری (روستا)، نیویورک
کانجوهری (به انگلیسی: Canajoharie) یک منطقهٔ مسکونی در ایالات متحده آمریکا است که در شهرستان مونتگومری، نیویورک واقع شده‌است. کانجوهری ۳٫۵ کیلومتر مربع مساحت و ۲٬۲۲۹ نفر جمعیت دارد و ۹۳ متر بالاتر از سطح دریا واقع شده‌است.